# Buxus holttumiana
Buxus holttumiana är en buxbomsväxtart som beskrevs av Hatusima. Buxus holttumiana ingår i släktet buxbomar, och familjen buxbomsväxter. Inga underarter finns listade i Catalogue of Life.